# Веркасенка
Веркасенка — река в России, протекает по Крестецкому и Новгородскому районам Новгородской области. Впадает в озеро Ильмень. Длина реки составляет 13 км, при этом на большей части русло является пересыхающим.
На реке стоит деревня Веркасье Зайцевского сельского поселения.

## Данные водного реестра
По данным государственного водного реестра России относится к Балтийскому бассейновому округу, водохозяйственный участок реки — Бассейн озера Ильмень без рек Мста, Ловать, Пола и Шелонь, речной подбассейн реки — Волхов. Относится к речному бассейну реки Нева (включая бассейны рек Онежского и Ладожского озера).
Код объекта в государственном водном реестре — 01040200512102000021760.